# São João do Pau D'Alho
São João do Pau D'Alho este un oraș în São Paulo (SP), Brazilia.